# 1269
Високе Середньовіччя •  Реконкіста •  Хрестові походи •  Монгольська імперія

## Геополітична ситуація
Михаїл VIII Палеолог є імператором Візантійської імперії (до 1282). У Священній Римській імперії триває період міжцарства (до 1273). У Франції править Людовик IX (до 1270).
Апеннінський півострів розділений: північ належить Священній Римській імперії, середню частину займає Папська держава, південь належить Сицилійському королівству. Деякі міста півночі: Венеція, Піза, Генуя тощо, мають статус міст-республік.
Майже весь Піренейський півострів займають християнські Кастилія, Леон (Астурія, Галісія), Наварра, Арагонське королівство (Арагон, Барселона) та Португалія, під владою маврів залишилися тільки землі на самому півдні. Генріх III є королем Англії (до 1272), а королем Данії — Ерік V (до 1286).
Ярлик від Золотої Орди на княжіння у Києві та Володимирі-на-Клязьмі має Ярослав Ярославич (до 1271). Король Русі Лев Данилович править у Галичі (до 1301), Роман Михайлович Старий — у Чернігові (до 1288). На чолі Угорського королівства стоїть Бела IV (до 1270). У Кракові княжить Болеслав V Сором'язливий (до 1279).
Монгольська імперія займає більшу частину Азії. Північний Китай підкорений монголами, на півдні династія Сун усе ще чинить опір. У Єгипті правлять мамлюки. Невеликі території на Близькому Сході утримують хрестоносці. Мариніди почали правити в Магрибі. Делійський султанат є наймогутнішою державою Північної Індії, а на півдні Індії домінує Чола. В Японії триває період Камакура.
Цивілізація мая переживає посткласичний період. Почала зароджуватися цивілізація ацтеків.

## Події
- Після смерті Шварна Даниловича Галицько-Волинське князівство очолив Лев Данилович.
- Англійський король Генріх III спорудив гробницю Едуарда Сповідника у Вестмінстерському абатстві.
- За заповітом останнього Спайнгейма Каринтійське герцогство перейшло під владу Богемії. Король Отакар II став наймогутнішим правителем у Священній Римській імперії.
- Ніколо і Маффео, батько і дядько Марко Поло, повернулися до Європи зі своєї першої подорожі в Китай.
- Мариніди захопили Марракеш. Династія Альмохадів припинила існування.
- Гуго III, раніше регент, став королем Єрусалиму.
- Французький король Людовик IX, готуючись до Восьмого хрестового походу, найняв у Генуї 16 кораблів.
- Хан улусу Чагатай Барак визнав сюзеренітет Кайду, який заснував свою державу в долині річки Ілі й розпочав війну з ільханом Ірану.

## Народились
- Агнеса Чеська Пшемислівна — герцогиня Австрії, онука князя Ростислава Михайловича

## Померли
- Шварно Данилович, король Русі.